# Josepha Dominica von Rottenberg

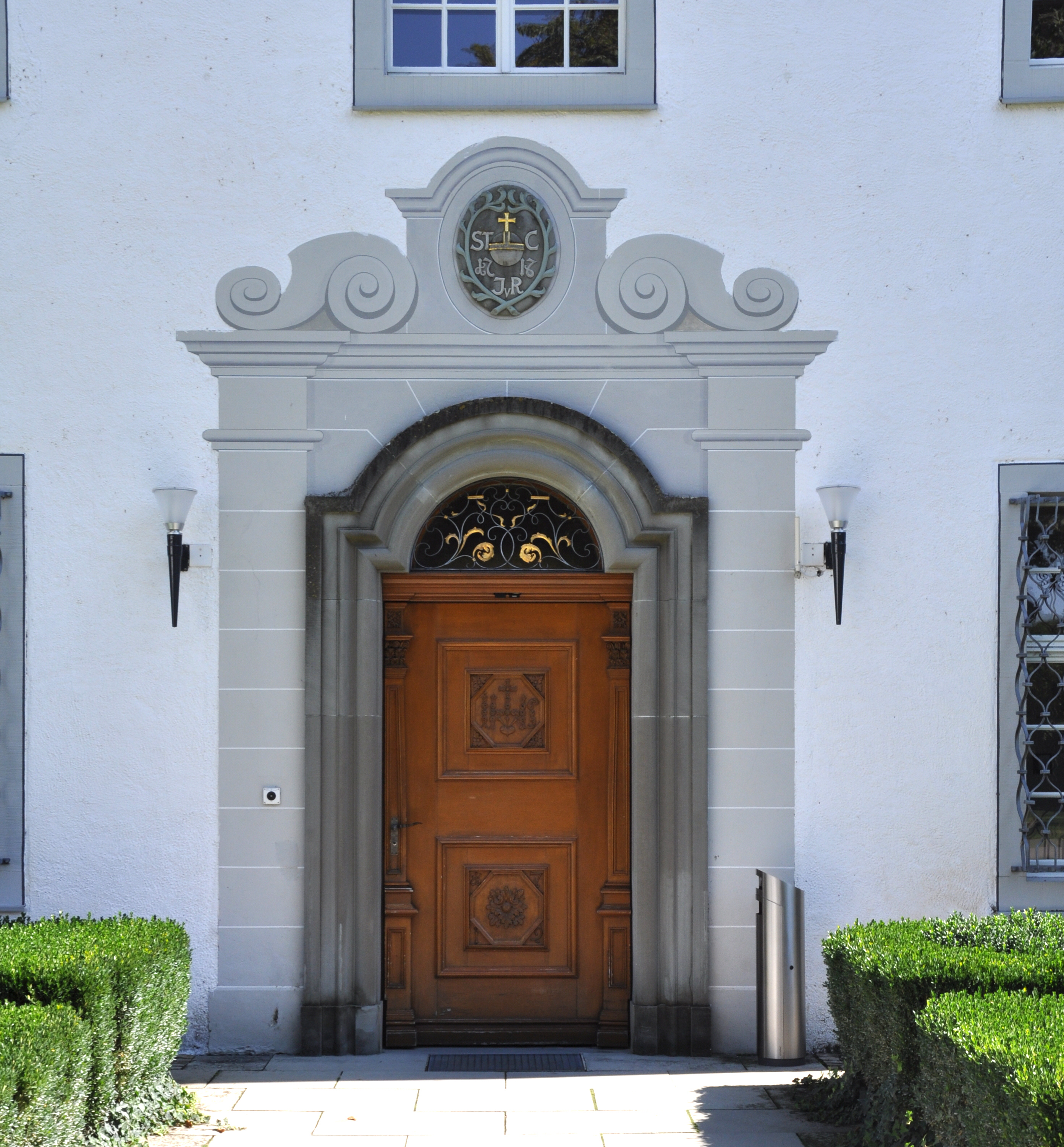
Haupteingang St. Katharinenthal mit Hauszeichen für Josepha von Rottenberg (1974)

Josepha Dominica von Rottenberg (* 14. Oktober 1676 in Würzburg; † 30. Januar 1738 im Kloster St. Katharinental), katholisch, war eine Priorin im Kloster St. Katharinental.

## Leben und Wirken
Josepha Dominica von Rottenberg war die Tochter von Eva Philippin und von einem Mann mit dem Nachnamen Möller. Sie wurde von ihrem Stiefvater Adam Wolfgang von Rottenberg adoptiert.
Im Jahr 1695 trat sie ihr Noviziat an und wurde im Dominikanerinnenkloster St. Katharinental mit der Schwesterntracht eingekleidet, wo sie dann 1696 die Profess ablegte. Durch ihre ekstatischen Erfahrungen und die wundersame Heilung ihrer schweren Erkrankung wurde die Aufmerksamkeit der Oberen auf sie gezogen. Auf den Befehl der Oberen hat Josepha Dominica von Rottenberg erstmals ihre Visionen 1704-1705 einer Mitschwester diktiert. Diese wurden im Jahr 1707 anonym unter dem Titel Himmlischer Ausfluss der Demut [...] in Einsiedeln veröffentlicht. Josepha Dominica von Rottenberg schrieb später verschiedenste mystische Traktate, Betrachtungen und Briefe. Es heisst, ihr ungedruckter geistiger Nachlass bestand aus mehr als 34 Bänden und 2'408 Heften.
Zur Priorin wurde sie im Jahr 1712 gewählt. Bis zu ihrem Tod 1738 wurde sie alle drei Jahre in diesem Amt bestätigt. In Abstimmung mit dem Provinzialat der süddeutschen Ordensprovinz Saxonia begann sie, die innere und äussere Umgestaltung ihres Klosters im Sinne der tridentinischen Reform umzusetzen. Sie führte eine strenge Klausur, den völligen Verzicht auf Fleisch, das mitternächtliche Chorgebet, eine gemeinsame Kleiderkammer sowie jährliche Exerzitien ein. Die tridentinische Reform, inklusive Klausur, führte sie 1725–1728 auch in den sankt-gallischen Klöstern St. Katharina in Wil, St. Maria in Notkersegg und St. Scholastika in Rorschach, auf Bitte des Fürstabts von St. Gallen ein.
Trotz fehlender finanzieller Mittel liess sie von 1714–1717 in St. Katharinental nach den Plänen von Baumeister Franz Beer ein neues Konventgebäude errichten. Mit dessen Sohn Johann Michael Beer von Bleichten realisierte sie 1732–1735 eine neue Kirche im Stil des Barocks. Dank geschickter Verhandlungen gelang es ihr, den Bau von Kloster und Kirche auf Kredit zu finanzieren. Ein Bauernhof, der heute noch existiert, trug zu den Einkünften des Klosters bei.
Josepha Dominica von Rottenberg legte grossen Wert auf die Musikpflege, insbesondere auf polyphonen Gesang und Instrumentalmusik bei den festlichen Gottesdiensten.

## Würdigung
Von Josepha Dominica von Rottenberg ist weder ein Porträt noch ein Wappen überliefert. Als Würdigung ihrer Verdienste wurde daher bei der Renovation 1974 am frei rekonstruierten Eingangsportal des ehemaligen Konventsbaus ein eigens für sie entworfenes Hauszeichen angebracht: Das Oval zeigt einen Reichsapfel mit Kreuz, die Inschrift St / C(atharinenthal) / 1717 / J(osepha) v(on) R(ottenberg) ehrt die Bauherrin. Ihre Zeit als Priorin gilt als eine der zwei Blütezeiten des Klosters St. Katharinental.